# Eigerøya
Eigerøya ist eine Insel westlich vor der Stadt Egersund in der Kommune Eigersund in der Fylke Rogaland an der Südwestküste von Norwegen.

## Geographie
Die Insel ist 19,9 km² groß und hat 2473 Einwohner (2017). Sie ist im Osten und Norden durch einen etwa 13 km langen, meist nur 200–300 m breiten Sund (den „Sundet“ bzw. „Søra Sundet“ und „Nordra Sundet“) vom Festland getrennt und im Norden über die den hier nur etwa 50 m breiten „Nysund“ überquerende, 23,75 Meter hohe, 1951 eingeweihte Eigerøy bru verkehrstechnisch mit diesem verbunden. 

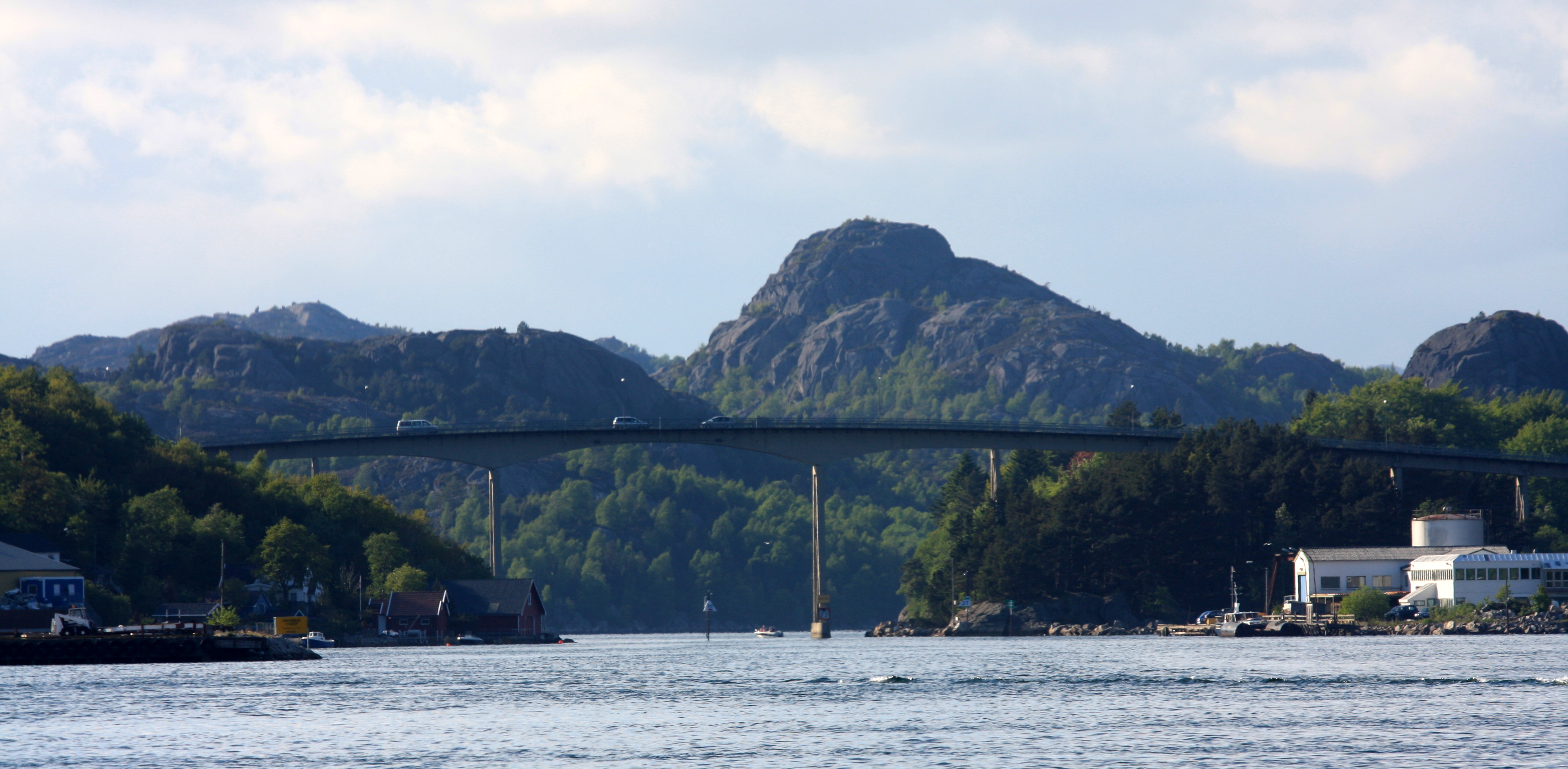
Eigerøy bru

Eigerøya ist in Nord-Süd-Richtung etwa 6 km lang und wird durch den 4 km langen Fjord „Lunnarviga“ von Süden her in zwei Teile geteilt, die nur im Norden durch eine an ihrer schmalsten Stelle etwa 400 m breite Landenge verbunden sind. Der kleinere westliche Teil („Nordre Eigerøya“) ist relativ flach, der östliche („Søre Eigerøya“) ist felsig und steigt bis auf 131 m Höhe an.

## Wirtschaft und Verkehr
An der Ostseite der Insel, gegenüber von Egersund, befinden sich mehrere große Fischverarbeitungsbetriebe sowie ein Werk von Aker Solutions, das Teile für Bohrinseln herstellt. 

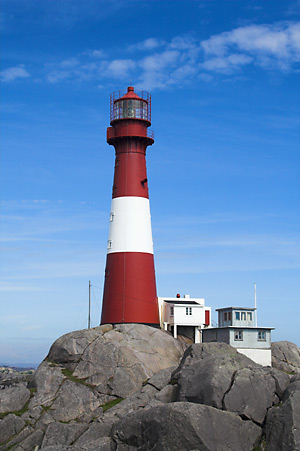
Eigerøy fyr

Ein Leuchtturm, Vibberodden fyr, auf einer der Insel unmittelbar südlich vorgelagerten Schäre sichert die südliche Einfahrt nach Egersund. Ein zweiter Leuchtturm, Eigerøy fyr auf der unmittelbar westlich vorgelagerten und nur durch einen 20 m breiten Sund von Eigerøya getrennten, aber mit einer Brücke verbundenen kleinen Insel Midbrødøya sichert den Schiffsverkehr entlang der Küste.